# Keema järved
Keema järved (Keemasjöarna) är fyra sjöar och ett naturreservat i sydöstra Estland. De ligger intill byn Keema i Sõmerpalu kommun i landskapet Võrumaa, 210 km sydost om huvudstaden Tallinn. 
De fyra sjöarna avvattnas av ån Maru oja som är ett biflöde till Mustjõgi och ingår i Gaujas avrinningsområde. Den högsta och västligaste sjön är Maru järv som är 0,035 kvadratkilometer stor. Öster om denna ligger den största sjön, Keema järv, som är 0,045 kvadratkilometer stor. Nedströms österut följer sedan sjöarna Väiku-Keema järv (betyder "Lilla Keemasjön", 0,03 km2) och Ora järv (0,02 km2). Sjöarna ligger på 93 meters höjd.